# فويلتا بورجوس للسيدات 2022
فويلتا بورجوس للسيدات 2022 هو سباق دراجات هوائية، وهو الموسم السابع من فويلتا بورجوس للسيدات ‏، وأقيم خلال الفترة من 19 مايو 2022، وحتى 22 مايو 2022 ضمن سباقات طواف العالم للدراجات للسيدات 2022.
فاز بالمركز الأول جولييت لابوس، وبالمركز الثاني Évita Muzic ‏، وبالمركز الثالث ديمي فوليرينغ، وفاز لوت كوبيكي في ترتيب النقاط، وكان الفائز حسب النقاط للشباب Évita Muzic ‏، وكان الفائز في تصنيف الجبال ديمي فوليرينغ.

## الفرق
| فرق سيدات عالمية (12)- Liv AlUla Jayco ‏ - كانيون–إس آر إيه إم ريسينغ 2022 ‏ - EF Education–Tibco–SVB ‏ - FDJ–Suez ‏ - رالي سايكلنج 2022 ‏ - ليف ريسينغ 2022 ‏ - موفيستار للسيدات 2022 ‏ - فريق رولان كوجياس إديلويس 2022 ‏ - إس دي وركس 2022 ‏ - فريق سنويب للسيدات 2022 ‏ - Lidl–Trek (women's team) ‏ - يو أي أيه تيم 2022 ‏ فرق دراجات قارية سيدات (8)- بيبينك 2022 ‏ - بيزكايا دورانجو 2022 ‏ - Ceratizit Pro Cycling ‏ - Colombia Potencia de la Vida–Strongman Femenino ‏ - انيكات-آر بي إتش 2022 ‏ - ماسي تكتيك 2022 ‏ - سوبيلا 2022 ‏ - فالكار ترافل سيرفس 2022 ‏ فريق دراجات هواة- دبليو سي سي تيم 2022 ‏ |  |
| |  |

## المراحل
| قائمة المراحل | قائمة المراحل | قائمة المراحل                         | قائمة المراحل | قائمة المراحل | قائمة المراحل            | قائمة المراحل            |
| المرحلة       | التاريخ       | الدورة                                |               | المسافة (كم)  | الفائز بالمرحلة          | القائد العام             |
| ------------- | ------------- | ------------------------------------- | ------------- | ------------- | ------------------------ | ------------------------ |
| مرحلة 1       | 19 مايو       | بيدروسا دي برينسيبي – أراندا دي دويرو | مرحلة جبلية   | 121٫9         | لوت كوبيكي               | لوت كوبيكي               |
| مرحلة 2       | 20 مايو       | ساسامون – Aguilar de Campoo ‏          | مرحلة جبلية   | 128           | Matilde Vitillo ‏         | Jennifer Ducuara ‏        |
| مرحلة 3       | 21 مايو       | ميداينا دي بومار – عين جوارينيا       | مرحلة مستوية  | 113٫4         | مارغريتا فيكتوريا غارسيا | مارغريتا فيكتوريا غارسيا |
| مرحلة 4       | 22 مايو       | كوفاروباياس – lakes of Neila ‏         | مرحلة جبلية   | 125٫1         | ديمي فوليرينغ            | جولييت لابوس             |

## النتيجة

### مرحلة 1
هي مرحلة جبلية، أقيمت في 19 مايو 2022، وامتدّت لمسافة 121.9 كيلومتر. فاز بالمرحلة لوت كوبيكي، وكان متصدر الترتيب العام في نهاية المرحلة لوت كوبيكي، وكان المتصدر حسب ترتيب النقاط لوت كوبيكي، وكان المتصدر في ترتيب التسلق Lara Vieceli ‏، وتصدر ترتيب النقاط للشباب إيما نورسجارد يورجنسن.
| التصنيف العام | التصنيف العام        | التصنيف العام | التصنيف العام                       | التصنيف العام |  |
| العداء        | العداء               | البلد         | الفريق                              | الوقت         |  |
| ------------- | -------------------- | ------------- | ----------------------------------- | ------------- |  |
| 1             | لوت كوبيكي           | بلجيكا        | إس دي وركس ‏                         | 3 س 21 د 49 ث |  |
| 2             | Tereza Neumanová ‏    | التشيك        | ليف ريسينغ ‏                         | + 0 ث         |  |
| 3             | Emma Norsgaard       | الدنمارك      | موفيستار للسيدات ‏                   | + 0 ث         |  |
| 4             | تمارا بالابولينا ‏    | روسيا         | فريق كوجياس ميتلر لوك برو للدراجات ‏ | + 0 ث         |  |
| 5             | ثريا بالادين         | إيطاليا       | كانيون–إس آر إيه إم ‏                | + 0 ث         |  |
| 6             | فلورتجي ماكايج       | هولندا        | فريق سنويب للسيدات ‏                 | + 0 ث         |  |
| 7             | نينا كيسلر           | هولندا        | Liv AlUla Jayco ‏                    | + 0 ث         |  |
| 8             | أمالي ديديريكسن      | الدنمارك      | Lidl–Trek (women's team) ‏           | + 0 ث         |  |
| 9             | Marie Le Net ‏        | فرنسا         | FDJ–Suez ‏                           | + 0 ث         |  |
| 10            | Eleonora Gasparrini ‏ | إيطاليا       | فالكار سيلانس ‏                      | + 0 ث         |  |

### مرحلة 2
هي مرحلة جبلية، أقيمت في 20 مايو 2022، وامتدّت لمسافة 128 كيلومتر. فاز بالمرحلة Matilde Vitillo ‏، وكان متصدر الترتيب العام في نهاية المرحلة Jennifer Ducuara ‏، وكان المتصدر حسب ترتيب النقاط لوت كوبيكي، وكان المتصدر في ترتيب التسلق Lara Vieceli ‏، وتصدر ترتيب النقاط للشباب إيما نورسجارد يورجنسن.
| التصنيف العام | التصنيف العام     | التصنيف العام | التصنيف العام                                    | التصنيف العام |  |
| العداء        | العداء            | البلد         | الفريق                                           | الوقت         |  |
| ------------- | ----------------- | ------------- | ------------------------------------------------ | ------------- |  |
| 1             | Jennifer Ducuara ‏ | كولومبيا      | Colombia Potencia de la Vida–Strongman Femenino ‏ | 6 س 39 د 48 ث |  |
| 2             | لوت كوبيكي        | بلجيكا        | إس دي وركس ‏                                      | + 6 ث         |  |
| 3             | Emma Norsgaard    | الدنمارك      | موفيستار للسيدات ‏                                | + 6 ث         |  |
| 4             | تمارا بالابولينا ‏ | روسيا         | فريق كوجياس ميتلر لوك برو للدراجات ‏              | + 6 ث         |  |
| 5             | Tereza Neumanová ‏ | التشيك        | ليف ريسينغ ‏                                      | + 6 ث         |  |
| 6             | نينا كيسلر        | هولندا        | Liv AlUla Jayco ‏                                 | + 6 ث         |  |
| 7             | فلورتجي ماكايج    | هولندا        | فريق سنويب للسيدات ‏                              | + 6 ث         |  |
| 8             | ثريا بالادين      | إيطاليا       | كانيون–إس آر إيه إم ‏                             | + 6 ث         |  |
| 9             | Letizia Borghesi ‏ | إيطاليا       | EF Education–Tibco–SVB ‏                          | + 6 ث         |  |
| 10            | Marie Le Net ‏     | فرنسا         | FDJ–Suez ‏                                        | + 6 ث         |  |

### مرحلة 3
هي مرحلة بسيطة، أقيمت في 21 مايو 2022، وامتدّت لمسافة 113.4 كيلومتر. فاز بالمرحلة مارغريتا فيكتوريا غارسيا، وكان متصدر الترتيب العام في نهاية المرحلة مارغريتا فيكتوريا غارسيا، وكان المتصدر حسب ترتيب النقاط لوت كوبيكي، وكان المتصدر في ترتيب التسلق Lara Vieceli ‏، وتصدر ترتيب النقاط للشباب Évita Muzic ‏.
| التصنيف العام | التصنيف العام            | التصنيف العام    | التصنيف العام                       | التصنيف العام |  |
| العداء        | العداء                   | البلد            | الفريق                              | الوقت         |  |
| ------------- | ------------------------ | ---------------- | ----------------------------------- | ------------- |  |
| 1             | مارغريتا فيكتوريا غارسيا | إسبانيا          | يو أي أيه تيم ‏                      | 9 س 26 د 17 ث |  |
| 2             | Évita Muzic ‏             | فرنسا            | FDJ–Suez ‏                           | + 12 ث        |  |
| 3             | لوت كوبيكي               | بلجيكا           | إس دي وركس ‏                         | + 15 ث        |  |
| 4             | تمارا بالابولينا ‏        | روسيا            | فريق كوجياس ميتلر لوك برو للدراجات ‏ | + 15 ث        |  |
| 5             | كريستابل دوبيل هيكوك     | الولايات المتحدة | EF Education–Tibco–SVB ‏             | + 15 ث        |  |
| 6             | Letizia Borghesi ‏        | إيطاليا          | EF Education–Tibco–SVB ‏             | + 15 ث        |  |
| 7             | Katarzyna Niewiadoma     | بولندا           | كانيون–إس آر إيه إم ‏                | + 15 ث        |  |
| 8             | جولييت لابوس             | فرنسا            | فريق سنويب للسيدات ‏                 | + 15 ث        |  |
| 9             | Elise Chabbey ‏           | سويسرا           | كانيون–إس آر إيه إم ‏                | + 15 ث        |  |
| 10            | Paula Patiño ‏            | كولومبيا         | موفيستار للسيدات ‏                   | + 15 ث        |  |

### مرحلة 4
هي مرحلة جبلية، أقيمت في 22 مايو 2022، وامتدّت لمسافة 125.1 كيلومتر. فاز بالمرحلة ديمي فوليرينغ، وكان متصدر الترتيب العام في نهاية المرحلة جولييت لابوس، وكان المتصدر حسب ترتيب النقاط لوت كوبيكي، وكان المتصدر في ترتيب التسلق ديمي فوليرينغ، وتصدر ترتيب النقاط للشباب Évita Muzic ‏.

## المشاركون
| إس دي وركس ‏ SDW | إس دي وركس ‏ SDW     | إس دي وركس ‏ SDW  |
| --------------- | ------------------- | ---------------- |
| م               | عداء                | مرتبة            |
| 1               | ديمي فوليرينغ       | 3                |
| 2               | آشلي مولمان         | لم يكمل السباق-1 |
| 3               | Niamh Fisher-Black ‏ | 8                |
| 4               | Anna Shackley ‏      | 14               |
| 5               | روكسان فورنييه      | لم يكمل السباق-4 |
| 6               | لوت كوبيكي (طريق)   | 34               |

| موفيستار للسيدات ‏ MOV | موفيستار للسيدات ‏ MOV | موفيستار للسيدات ‏ MOV |
| --------------------- | --------------------- | --------------------- |
| م                     | عداء                  | مرتبة                 |
| 11                    | سارا مارتين           | 33                    |
| 12                    | باربرا جوارشي         | 68                    |
| 13                    | أود بيانيك            | 53                    |
| 15                    | Emma Norsgaard        | 45                    |
| 16                    | Paula Patiño ‏         | 10                    |

| يو أي أيه تيم ‏ UAD | يو أي أيه تيم ‏ UAD              | يو أي أيه تيم ‏ UAD |
| ------------------ | ------------------------------- | ------------------ |
| م                  | عداء                            | مرتبة              |
| 21                 | مارغريتا فيكتوريا غارسيا (طريق) | 15                 |
| 22                 | Alessia Patuelli ‏               | لم يكمل السباق-4   |
| 24                 | صوفي رايت                       | 77                 |
| 25                 | Laura Tomasi ‏                   | 70                 |

| Liv AlUla Jayco ‏ BEX | Liv AlUla Jayco ‏ BEX | Liv AlUla Jayco ‏ BEX |
| -------------------- | -------------------- | -------------------- |
| م                    | عداء                 | مرتبة                |
| 31                   | أني سانستيبان        | 9                    |
| 32                   | Urška Žigart ‏        | 49                   |
| 33                   | جورجيا وليامز        | 38                   |
| 34                   | أماندا سبرات         | 28                   |
| 35                   | كريستين فولكنر       | 13                   |
| 36                   | نينا كيسلر           | لم يكمل السباق-4     |

| كانيون–إس آر إيه إم ‏ CSR | كانيون–إس آر إيه إم ‏ CSR | كانيون–إس آر إيه إم ‏ CSR |
| ------------------------ | ------------------------ | ------------------------ |
| م                        | عداء                     | مرتبة                    |
| 41                       | ثريا بالادين             | 17                       |
| 42                       | سارة روي                 | لم يكمل السباق-4         |
| 43                       | Elise Chabbey ‏           | 12                       |
| 44                       | Pauliena Rooijakkers ‏    | لم يكمل السباق-3         |
| 45                       | ألينا أمياليوسيك         | لم يكمل السباق-3         |
| 46                       | كاتارزينا نيفيادوما      | 11                       |

| EF Education–Tibco–SVB ‏ TIB | EF Education–Tibco–SVB ‏ TIB | EF Education–Tibco–SVB ‏ TIB |
| --------------------------- | --------------------------- | --------------------------- |
| م                           | عداء                        | مرتبة                       |
| 51                          | Veronica Ewers ‏             | 25                          |
| 52                          | كريستابل دوبيل هيكوك        | 4                           |
| 53                          | Magdeleine Vallieres ‏       | 52                          |
| 55                          | Kathrin Hammes ‏             | 39                          |
| 56                          | Letizia Borghesi ‏           | 42                          |

| FDJ–Suez ‏ FSF | FDJ–Suez ‏ FSF       | FDJ–Suez ‏ FSF    |
| ------------- | ------------------- | ---------------- |
| م             | عداء                | مرتبة            |
| 61            | Stine Borgli ‏       | 35               |
| 62            | غريس براون          | 19               |
| 63            | مارتا كافالي        | لم يكمل السباق-2 |
| 64            | Marie Le Net ‏       | 37               |
| 65            | سيسيلي أوتوب لودفيغ | 5                |
| 66            | Évita Muzic ‏ (طريق) | 2                |

| رالي سايكلنج ‏ HPW | رالي سايكلنج ‏ HPW  | رالي سايكلنج ‏ HPW |
| ----------------- | ------------------ | ----------------- |
| م                 | عداء               | مرتبة             |
| 71                | Nina Buijsman ‏     | 46                |
| 72                | ميكي كروجر         | 87                |
| 73                | Barbara Malcotti ‏  | 32                |
| 74                | Marit Raaijmakers ‏ | 73                |
| 75                | Eri Yonamine ‏      | 81                |
| 76                | ليلي وليامز        | 84                |

| ليف ريسينغ ‏ LIV | ليف ريسينغ ‏ LIV          | ليف ريسينغ ‏ LIV  |
| --------------- | ------------------------ | ---------------- |
| م               | عداء                     | مرتبة            |
| 81              | Jeanne Korevaar ‏         | 36               |
| 83              | Tereza Neumanová ‏ (طريق) | 40               |
| 85              | Quinty Ton ‏              | 27               |
| 86              | Marta Jaskulska ‏         | لم يكمل السباق-4 |

| فريق كوجياس ميتلر لوك برو للدراجات ‏ CGS | فريق كوجياس ميتلر لوك برو للدراجات ‏ CGS | فريق كوجياس ميتلر لوك برو للدراجات ‏ CGS |
| --------------------------------------- | --------------------------------------- | --------------------------------------- |
| م                                       | عداء                                    | مرتبة                                   |
| 91                                      | ESP                                     | 54                                      |
| 92                                      | SUI                                     | 47                                      |
| 93                                      | أولغا زابيلينسكايا                      | لم يكمل السباق-4                        |
| 94                                      | تمارا بالابولينا ‏                       | 16                                      |
| 95                                      | كارولين باور                            | 67                                      |

| فريق سنويب للسيدات ‏ DSM | فريق سنويب للسيدات ‏ DSM | فريق سنويب للسيدات ‏ DSM |
| ----------------------- | ----------------------- | ----------------------- |
| م                       | عداء                    | مرتبة                   |
| 101                     | فرانشيسكا كوش ‏          | 58                      |
| 102                     | Esmée Peperkamp ‏        | 31                      |
| 103                     | جولييت لابوس            | 1                       |
| 104                     | ليان ليبرت              | 23                      |
| 105                     | فلورتجي ماكايج          | 30                      |
| 106                     | Elise Uijen ‏            | لم يكمل السباق-4        |

| Lidl–Trek (women's team) ‏ TFS | Lidl–Trek (women's team) ‏ TFS | Lidl–Trek (women's team) ‏ TFS |
| ----------------------------- | ----------------------------- | ----------------------------- |
| م                             | عداء                          | مرتبة                         |
| 111                           | لوسيندا براند                 | 26                            |
| 112                           | Audrey Cordon-Ragot           | 60                            |
| 113                           | أمالي ديديريكسن (طريق)        | 51                            |
| 114                           | كلو هوسكينغ                   | 65                            |
| 115                           | ليا توماس                     | لم يكمل السباق-4              |
| 116                           | شيرين فان أنروي               | 6                             |

| Ceratizit Pro Cycling ‏ WNT | Ceratizit Pro Cycling ‏ WNT | Ceratizit Pro Cycling ‏ WNT |
| -------------------------- | -------------------------- | -------------------------- |
| م                          | عداء                       | مرتبة                      |
| 121                        | ساندرا ألونسو              | 57                         |
| 122                        | Laura Asencio ‏             | 43                         |
| 123                        | Lana Eberle ‏               | لم يكمل السباق-4           |
| 124                        | حنا نيلسون                 | 22                         |
| 126                        | Lara Vieceli ‏              | لم يكمل السباق-4           |

| فالكار سيلانس ‏ VAL | فالكار سيلانس ‏ VAL   | فالكار سيلانس ‏ VAL |
| ------------------ | -------------------- | ------------------ |
| م                  | عداء                 | مرتبة              |
| 131                | Olivia Baril ‏        | 64                 |
| 132                | Elizabeth Stannard ‏  | 48                 |
| 133                | Silvia Persico ‏      | 7                  |
| 134                | إيلينا بيروني        | لم يكمل السباق-4   |
| 135                | Eleonora Gasparrini ‏ | 44                 |
| 136                | Alice Maria Arzuffi ‏ | 20                 |

| بيبينك ‏ BPK | بيبينك ‏ BPK                | بيبينك ‏ BPK      |
| ----------- | -------------------------- | ---------------- |
| م           | عداء                       | مرتبة            |
| 141         | Elisabet Escursell Valero ‏ | لم يكمل السباق-1 |
| 142         | Nadia Quagliotto ‏          | 63               |
| 143         | ITA                        | 80               |
| 144         | ميشيلا دراموند             | 41               |
| 145         | Matilde Vitillo ‏           | 59               |
| 146         | Nora Jenčušová ‏            | لم يكمل السباق-4 |

| دبليو سي سي تيم ‏ WCC | دبليو سي سي تيم ‏ WCC | دبليو سي سي تيم ‏ WCC |
| -------------------- | -------------------- | -------------------- |
| م                    | عداء                 | مرتبة                |
| 151                  | Veronika Jandová ‏    | 89                   |
| 152                  | Dziyana Lebedz‏       | 85                   |
| 153                  | Natalia Franco‏       | 72                   |
| 154                  | ARG                  | 86                   |
| 155                  | Elina Tasane ‏        | لم يكمل السباق-4     |
| 156                  | Selam Amha ‏          | لم يكمل السباق-4     |

| Colombia Potencia de la Vida–Strongman Femenino ‏ CTF | Colombia Potencia de la Vida–Strongman Femenino ‏ CTF | Colombia Potencia de la Vida–Strongman Femenino ‏ CTF |
| ---------------------------------------------------- | ---------------------------------------------------- | ---------------------------------------------------- |
| م                                                    | عداء                                                 | مرتبة                                                |
| 161                                                  | Sara Moreno‏                                          | 76                                                   |
| 162                                                  | Lorena Colmenares ‏                                   | 71                                                   |
| 163                                                  | Jennifer Ducuara‏                                     | 29                                                   |
| 164                                                  | Estefanía Herrera ‏                                   | 78                                                   |
| 165                                                  | Jessenia Meneses ‏                                    | 24                                                   |
| 166                                                  | آنا سانابريا                                         | 90                                                   |

| انيكات سايكلنج تيم ‏ EIC | انيكات سايكلنج تيم ‏ EIC | انيكات سايكلنج تيم ‏ EIC |
| ----------------------- | ----------------------- | ----------------------- |
| م                       | عداء                    | مرتبة                   |
| 171                     | Ziortza Isasi ‏          | 88                      |
| 172                     | Lija Laizāne            | لم يكمل السباق-2        |
| 173                     | Aranza Villalón ‏ (طريق) | 55                      |
| 174                     | Varvara Fasoi ‏ (طريق)   | لم يكمل السباق-4        |
| 176                     | Marina Varenyk‏          | 75                      |

| ماسي تكتيك تيم للسيدات ‏ MAT | ماسي تكتيك تيم للسيدات ‏ MAT | ماسي تكتيك تيم للسيدات ‏ MAT |
| --------------------------- | --------------------------- | --------------------------- |
| م                           | عداء                        | مرتبة                       |
| 181                         | أندريا راميريز              | 66                          |
| 182                         | Aurela Nerlo ‏               | 83                          |
| 183                         | Špela Kern ‏                 | 21                          |
| 184                         | Mireia Trias ‏               | 50                          |
| 185                         | Maaike Coljé ‏               | لم يكمل السباق-3            |
| 186                         | Mireia Benito ‏              | 62                          |

| سوبيلا ومنز تيم ‏ SWT | سوبيلا ومنز تيم ‏ SWT      | سوبيلا ومنز تيم ‏ SWT |
| -------------------- | ------------------------- | -------------------- |
| م                    | عداء                      | مرتبة                |
| 191                  | Alice Coutinho ‏           | لم يكمل السباق-4     |
| 192                  | Claire Steels ‏            | لم يكمل السباق-1     |
| 193                  | Isabel Ferreres ‏          | لم يكمل السباق-4     |
| 194                  | Nadine Gill ‏              | 18                   |
| 195                  | Maria Banlles Santamaria ‏ | لم يكمل السباق-3     |
| 196                  | Cristina Barrajon‏         | لم يكمل السباق-4     |

| بيزكايا دورانجو ‏ BDP | بيزكايا دورانجو ‏ BDP  | بيزكايا دورانجو ‏ BDP |
| -------------------- | --------------------- | -------------------- |
| م                    | عداء                  | مرتبة                |
| 201                  | Eukene Larrarte ‏      | 61                   |
| 202                  | لوسيا غونزاليس بلانكو | 56                   |
| 203                  | Irene Mendez‏          | 79                   |
| 204                  | Catalina Soto ‏        | 69                   |
| 205                  | Iris Gomez ‏           | 82                   |
| 206                  | Sofia Rodríguez ‏      | 74                   |

| إس دي وركس ‏ SDW | إس دي وركس ‏ SDW     | إس دي وركس ‏ SDW  |
| --------------- | ------------------- | ---------------- |
| م               | عداء                | مرتبة            |
| 1               | ديمي فوليرينغ       | 3                |
| 2               | آشلي مولمان         | لم يكمل السباق-1 |
| 3               | Niamh Fisher-Black ‏ | 8                |
| 4               | Anna Shackley ‏      | 14               |
| 5               | روكسان فورنييه      | لم يكمل السباق-4 |
| 6               | لوت كوبيكي (طريق)   | 34               |

| موفيستار للسيدات ‏ MOV | موفيستار للسيدات ‏ MOV | موفيستار للسيدات ‏ MOV |
| --------------------- | --------------------- | --------------------- |
| م                     | عداء                  | مرتبة                 |
| 11                    | سارا مارتين           | 33                    |
| 12                    | باربرا جوارشي         | 68                    |
| 13                    | أود بيانيك            | 53                    |
| 15                    | Emma Norsgaard        | 45                    |
| 16                    | Paula Patiño ‏         | 10                    |

| يو أي أيه تيم ‏ UAD | يو أي أيه تيم ‏ UAD              | يو أي أيه تيم ‏ UAD |
| ------------------ | ------------------------------- | ------------------ |
| م                  | عداء                            | مرتبة              |
| 21                 | مارغريتا فيكتوريا غارسيا (طريق) | 15                 |
| 22                 | Alessia Patuelli ‏               | لم يكمل السباق-4   |
| 24                 | صوفي رايت                       | 77                 |
| 25                 | Laura Tomasi ‏                   | 70                 |

| Liv AlUla Jayco ‏ BEX | Liv AlUla Jayco ‏ BEX | Liv AlUla Jayco ‏ BEX |
| -------------------- | -------------------- | -------------------- |
| م                    | عداء                 | مرتبة                |
| 31                   | أني سانستيبان        | 9                    |
| 32                   | Urška Žigart ‏        | 49                   |
| 33                   | جورجيا وليامز        | 38                   |
| 34                   | أماندا سبرات         | 28                   |
| 35                   | كريستين فولكنر       | 13                   |
| 36                   | نينا كيسلر           | لم يكمل السباق-4     |

| كانيون–إس آر إيه إم ‏ CSR | كانيون–إس آر إيه إم ‏ CSR | كانيون–إس آر إيه إم ‏ CSR |
| ------------------------ | ------------------------ | ------------------------ |
| م                        | عداء                     | مرتبة                    |
| 41                       | ثريا بالادين             | 17                       |
| 42                       | سارة روي                 | لم يكمل السباق-4         |
| 43                       | Elise Chabbey ‏           | 12                       |
| 44                       | Pauliena Rooijakkers ‏    | لم يكمل السباق-3         |
| 45                       | ألينا أمياليوسيك         | لم يكمل السباق-3         |
| 46                       | كاتارزينا نيفيادوما      | 11                       |

| EF Education–Tibco–SVB ‏ TIB | EF Education–Tibco–SVB ‏ TIB | EF Education–Tibco–SVB ‏ TIB |
| --------------------------- | --------------------------- | --------------------------- |
| م                           | عداء                        | مرتبة                       |
| 51                          | Veronica Ewers ‏             | 25                          |
| 52                          | كريستابل دوبيل هيكوك        | 4                           |
| 53                          | Magdeleine Vallieres ‏       | 52                          |
| 55                          | Kathrin Hammes ‏             | 39                          |
| 56                          | Letizia Borghesi ‏           | 42                          |

| FDJ–Suez ‏ FSF | FDJ–Suez ‏ FSF       | FDJ–Suez ‏ FSF    |
| ------------- | ------------------- | ---------------- |
| م             | عداء                | مرتبة            |
| 61            | Stine Borgli ‏       | 35               |
| 62            | غريس براون          | 19               |
| 63            | مارتا كافالي        | لم يكمل السباق-2 |
| 64            | Marie Le Net ‏       | 37               |
| 65            | سيسيلي أوتوب لودفيغ | 5                |
| 66            | Évita Muzic ‏ (طريق) | 2                |

| رالي سايكلنج ‏ HPW | رالي سايكلنج ‏ HPW  | رالي سايكلنج ‏ HPW |
| ----------------- | ------------------ | ----------------- |
| م                 | عداء               | مرتبة             |
| 71                | Nina Buijsman ‏     | 46                |
| 72                | ميكي كروجر         | 87                |
| 73                | Barbara Malcotti ‏  | 32                |
| 74                | Marit Raaijmakers ‏ | 73                |
| 75                | Eri Yonamine ‏      | 81                |
| 76                | ليلي وليامز        | 84                |

| ليف ريسينغ ‏ LIV | ليف ريسينغ ‏ LIV          | ليف ريسينغ ‏ LIV  |
| --------------- | ------------------------ | ---------------- |
| م               | عداء                     | مرتبة            |
| 81              | Jeanne Korevaar ‏         | 36               |
| 83              | Tereza Neumanová ‏ (طريق) | 40               |
| 85              | Quinty Ton ‏              | 27               |
| 86              | Marta Jaskulska ‏         | لم يكمل السباق-4 |

| فريق كوجياس ميتلر لوك برو للدراجات ‏ CGS | فريق كوجياس ميتلر لوك برو للدراجات ‏ CGS | فريق كوجياس ميتلر لوك برو للدراجات ‏ CGS |
| --------------------------------------- | --------------------------------------- | --------------------------------------- |
| م                                       | عداء                                    | مرتبة                                   |
| 91                                      | ESP                                     | 54                                      |
| 92                                      | SUI                                     | 47                                      |
| 93                                      | أولغا زابيلينسكايا                      | لم يكمل السباق-4                        |
| 94                                      | تمارا بالابولينا ‏                       | 16                                      |
| 95                                      | كارولين باور                            | 67                                      |

| فريق سنويب للسيدات ‏ DSM | فريق سنويب للسيدات ‏ DSM | فريق سنويب للسيدات ‏ DSM |
| ----------------------- | ----------------------- | ----------------------- |
| م                       | عداء                    | مرتبة                   |
| 101                     | فرانشيسكا كوش ‏          | 58                      |
| 102                     | Esmée Peperkamp ‏        | 31                      |
| 103                     | جولييت لابوس            | 1                       |
| 104                     | ليان ليبرت              | 23                      |
| 105                     | فلورتجي ماكايج          | 30                      |
| 106                     | Elise Uijen ‏            | لم يكمل السباق-4        |

| Lidl–Trek (women's team) ‏ TFS | Lidl–Trek (women's team) ‏ TFS | Lidl–Trek (women's team) ‏ TFS |
| ----------------------------- | ----------------------------- | ----------------------------- |
| م                             | عداء                          | مرتبة                         |
| 111                           | لوسيندا براند                 | 26                            |
| 112                           | Audrey Cordon-Ragot           | 60                            |
| 113                           | أمالي ديديريكسن (طريق)        | 51                            |
| 114                           | كلو هوسكينغ                   | 65                            |
| 115                           | ليا توماس                     | لم يكمل السباق-4              |
| 116                           | شيرين فان أنروي               | 6                             |

| Ceratizit Pro Cycling ‏ WNT | Ceratizit Pro Cycling ‏ WNT | Ceratizit Pro Cycling ‏ WNT |
| -------------------------- | -------------------------- | -------------------------- |
| م                          | عداء                       | مرتبة                      |
| 121                        | ساندرا ألونسو              | 57                         |
| 122                        | Laura Asencio ‏             | 43                         |
| 123                        | Lana Eberle ‏               | لم يكمل السباق-4           |
| 124                        | حنا نيلسون                 | 22                         |
| 126                        | Lara Vieceli ‏              | لم يكمل السباق-4           |

| فالكار سيلانس ‏ VAL | فالكار سيلانس ‏ VAL   | فالكار سيلانس ‏ VAL |
| ------------------ | -------------------- | ------------------ |
| م                  | عداء                 | مرتبة              |
| 131                | Olivia Baril ‏        | 64                 |
| 132                | Elizabeth Stannard ‏  | 48                 |
| 133                | Silvia Persico ‏      | 7                  |
| 134                | إيلينا بيروني        | لم يكمل السباق-4   |
| 135                | Eleonora Gasparrini ‏ | 44                 |
| 136                | Alice Maria Arzuffi ‏ | 20                 |

| بيبينك ‏ BPK | بيبينك ‏ BPK                | بيبينك ‏ BPK      |
| ----------- | -------------------------- | ---------------- |
| م           | عداء                       | مرتبة            |
| 141         | Elisabet Escursell Valero ‏ | لم يكمل السباق-1 |
| 142         | Nadia Quagliotto ‏          | 63               |
| 143         | ITA                        | 80               |
| 144         | ميشيلا دراموند             | 41               |
| 145         | Matilde Vitillo ‏           | 59               |
| 146         | Nora Jenčušová ‏            | لم يكمل السباق-4 |

| دبليو سي سي تيم ‏ WCC | دبليو سي سي تيم ‏ WCC | دبليو سي سي تيم ‏ WCC |
| -------------------- | -------------------- | -------------------- |
| م                    | عداء                 | مرتبة                |
| 151                  | Veronika Jandová ‏    | 89                   |
| 152                  | Dziyana Lebedz‏       | 85                   |
| 153                  | Natalia Franco‏       | 72                   |
| 154                  | ARG                  | 86                   |
| 155                  | Elina Tasane ‏        | لم يكمل السباق-4     |
| 156                  | Selam Amha ‏          | لم يكمل السباق-4     |

| Colombia Potencia de la Vida–Strongman Femenino ‏ CTF | Colombia Potencia de la Vida–Strongman Femenino ‏ CTF | Colombia Potencia de la Vida–Strongman Femenino ‏ CTF |
| ---------------------------------------------------- | ---------------------------------------------------- | ---------------------------------------------------- |
| م                                                    | عداء                                                 | مرتبة                                                |
| 161                                                  | Sara Moreno‏                                          | 76                                                   |
| 162                                                  | Lorena Colmenares ‏                                   | 71                                                   |
| 163                                                  | Jennifer Ducuara‏                                     | 29                                                   |
| 164                                                  | Estefanía Herrera ‏                                   | 78                                                   |
| 165                                                  | Jessenia Meneses ‏                                    | 24                                                   |
| 166                                                  | آنا سانابريا                                         | 90                                                   |

| انيكات سايكلنج تيم ‏ EIC | انيكات سايكلنج تيم ‏ EIC | انيكات سايكلنج تيم ‏ EIC |
| ----------------------- | ----------------------- | ----------------------- |
| م                       | عداء                    | مرتبة                   |
| 171                     | Ziortza Isasi ‏          | 88                      |
| 172                     | Lija Laizāne            | لم يكمل السباق-2        |
| 173                     | Aranza Villalón ‏ (طريق) | 55                      |
| 174                     | Varvara Fasoi ‏ (طريق)   | لم يكمل السباق-4        |
| 176                     | Marina Varenyk‏          | 75                      |

| ماسي تكتيك تيم للسيدات ‏ MAT | ماسي تكتيك تيم للسيدات ‏ MAT | ماسي تكتيك تيم للسيدات ‏ MAT |
| --------------------------- | --------------------------- | --------------------------- |
| م                           | عداء                        | مرتبة                       |
| 181                         | أندريا راميريز              | 66                          |
| 182                         | Aurela Nerlo ‏               | 83                          |
| 183                         | Špela Kern ‏                 | 21                          |
| 184                         | Mireia Trias ‏               | 50                          |
| 185                         | Maaike Coljé ‏               | لم يكمل السباق-3            |
| 186                         | Mireia Benito ‏              | 62                          |

| سوبيلا ومنز تيم ‏ SWT | سوبيلا ومنز تيم ‏ SWT      | سوبيلا ومنز تيم ‏ SWT |
| -------------------- | ------------------------- | -------------------- |
| م                    | عداء                      | مرتبة                |
| 191                  | Alice Coutinho ‏           | لم يكمل السباق-4     |
| 192                  | Claire Steels ‏            | لم يكمل السباق-1     |
| 193                  | Isabel Ferreres ‏          | لم يكمل السباق-4     |
| 194                  | Nadine Gill ‏              | 18                   |
| 195                  | Maria Banlles Santamaria ‏ | لم يكمل السباق-3     |
| 196                  | Cristina Barrajon‏         | لم يكمل السباق-4     |

| بيزكايا دورانجو ‏ BDP | بيزكايا دورانجو ‏ BDP  | بيزكايا دورانجو ‏ BDP |
| -------------------- | --------------------- | -------------------- |
| م                    | عداء                  | مرتبة                |
| 201                  | Eukene Larrarte ‏      | 61                   |
| 202                  | لوسيا غونزاليس بلانكو | 56                   |
| 203                  | Irene Mendez‏          | 79                   |
| 204                  | Catalina Soto ‏        | 69                   |
| 205                  | Iris Gomez ‏           | 82                   |
| 206                  | Sofia Rodríguez ‏      | 74                   |

## التصنيف العام النهائي
| التصنيف العام | التصنيف العام        | التصنيف العام    | التصنيف العام             | التصنيف العام  |  |
| العداء        | العداء               | البلد            | الفريق                    | الوقت          |  |
| ------------- | -------------------- | ---------------- | ------------------------- | -------------- |  |
| 1             | جولييت لابوس         | فرنسا            | فريق سنويب للسيدات ‏       | 13 س 06 د 28 ث |  |
| 2             | Évita Muzic ‏         | فرنسا            | FDJ–Suez ‏                 | + 17 ث         |  |
| 3             | ديمي فوليرينغ        | هولندا           | إس دي وركس ‏               | + 17 ث         |  |
| 4             | كريستابل دوبيل هيكوك | الولايات المتحدة | EF Education–Tibco–SVB ‏   | + 27 ث         |  |
| 5             | سيسيلي أوتوب لودفيغ  | الدنمارك         | FDJ–Suez ‏                 | + 27 ث         |  |
| 6             | شيرين فان أنروي      | هولندا           | Lidl–Trek (women's team) ‏ | + 37 ث         |  |
| 7             | Silvia Persico ‏      | إيطاليا          | فالكار سيلانس ‏            | + 46 ث         |  |
| 8             | Niamh Fisher-Black ‏  | نيوزيلندا        | إس دي وركس ‏               | + 56 ث         |  |
| 9             | أني سانستيبان        | إسبانيا          | Liv AlUla Jayco ‏          | + 1 د 03 ث     |  |
| 10            | Paula Patiño ‏        | كولومبيا         | موفيستار للسيدات ‏         | + 1 د 11 ث     |  |

### تصنيف النقاط
| تصنيف النقاط | تصنيف النقاط             | تصنيف النقاط     | تصنيف النقاط                        | تصنيف النقاط |  |
| العداء       | العداء                   | البلد            | الفريق                              | النقاط       |  |
| ------------ | ------------------------ | ---------------- | ----------------------------------- | ------------ |  |
| 1            | لوت كوبيكي               | بلجيكا           | إس دي وركس ‏                         | 47 نقطة      |  |
| 2            | Évita Muzic ‏             | فرنسا            | FDJ–Suez ‏                           | 36 نقطة      |  |
| 3            | جولييت لابوس             | فرنسا            | فريق سنويب للسيدات ‏                 | 32 نقطة      |  |
| 4            | كريستابل دوبيل هيكوك     | الولايات المتحدة | EF Education–Tibco–SVB ‏             | 26 نقطة      |  |
| 5            | ديمي فوليرينغ            | هولندا           | إس دي وركس ‏                         | 25 نقطة      |  |
| 6            | مارغريتا فيكتوريا غارسيا | إسبانيا          | يو أي أيه تيم ‏                      | 25 نقطة      |  |
| 7            | Matilde Vitillo ‏         | إيطاليا          | بيبينك ‏                             | 25 نقطة      |  |
| 8            | تمارا بالابولينا ‏        | روسيا            | فريق كوجياس ميتلر لوك برو للدراجات ‏ | 25 نقطة      |  |
| 9            | Tereza Neumanová ‏        | التشيك           | ليف ريسينغ ‏                         | 24 نقطة      |  |
| 10           | Emma Norsgaard           | الدنمارك         | موفيستار للسيدات ‏                   | 23 نقطة      |  |

### تصنيف الجبال
| تصنيف الجبال | تصنيف الجبال         | تصنيف الجبال     | تصنيف الجبال              | تصنيف الجبال |  |
| العداء       | العداء               | البلد            | الفريق                    | النقاط       |  |
| ------------ | -------------------- | ---------------- | ------------------------- | ------------ |  |
| 1            | ديمي فوليرينغ        | هولندا           | إس دي وركس ‏               | 30 نقطة      |  |
| 2            | جولييت لابوس         | فرنسا            | فريق سنويب للسيدات ‏       | 25 نقطة      |  |
| 3            | Évita Muzic ‏         | فرنسا            | FDJ–Suez ‏                 | 24 نقطة      |  |
| 4            | كريستابل دوبيل هيكوك | الولايات المتحدة | EF Education–Tibco–SVB ‏   | 16 نقطة      |  |
| 5            | سيسيلي أوتوب لودفيغ  | الدنمارك         | FDJ–Suez ‏                 | 13 نقطة      |  |
| 6            | Nina Buijsman ‏       | هولندا           | رالي سايكلنج ‏             | 12 نقطة      |  |
| 7            | Silvia Persico ‏      | إيطاليا          | فالكار سيلانس ‏            | 10 نقطة      |  |
| 8            | Katarzyna Niewiadoma | بولندا           | كانيون–إس آر إيه إم ‏      | 8 نقطة       |  |
| 9            | Anna Shackley ‏       | المملكة المتحدة  | إس دي وركس ‏               | 8 نقطة       |  |
| 10           | لوسيندا براند        | هولندا           | Lidl–Trek (women's team) ‏ | 8 نقطة       |  |

## تصنيف الفرق

### الفرق حسب الوقت
| تصنيف الفرق حسب الوقت | تصنيف الفرق حسب الوقت               | تصنيف الفرق حسب الوقت | تصنيف الفرق حسب الوقت |  |
| الفريق                | الفريق                              | البلد                 | الوقت                 |  |
| --------------------- | ----------------------------------- | --------------------- | --------------------- |  |
| 1                     | إس دي وركس 2022 ‏                    | هولندا                | 39 س 22 د 12 ث        |  |
| 2                     | FDJ-Nouvelle Aquitaine-Futuroscope ‏ | فرنسا                 | + 1 د 25 ث            |  |
| 3                     | كانيون–إس آر إيه إم ريسينغ 2022 ‏    | ألمانيا               | + 3 د 21 ث            |  |

## تصانيف فرعية

### تصنيف أفضل شاب
| تصنيف أفضل شاب | تصنيف أفضل شاب       | تصنيف أفضل شاب                      | تصنيف أفضل شاب            | تصنيف أفضل شاب |
| العداء         | العداء               | البلد                               | الفريق                    | الوقت          |
| -------------- | -------------------- | ----------------------------------- | ------------------------- | -------------- |
| 1              | Évita Muzic ‏         | فرنسا                               | FDJ–Suez ‏                 | 13 س 06 د 45 ث |
| 2              | شيرين فان أنروي      | هولندا                              | Lidl–Trek (women's team) ‏ | + 20 ث         |
| 3              | Niamh Fisher-Black ‏  | نيوزيلندا                           | إس دي وركس ‏               | + 39 ث         |
| 4              | Anna Shackley ‏       | المملكة المتحدة                     | إس دي وركس ‏               | + 1 د 52 ث     |
| 5              | Barbara Malcotti ‏    | إيطاليا                             | رالي سايكلنج ‏             | + 8 د 10 ث     |
| 6              | سارا مارتين          | إسبانيا                             | موفيستار للسيدات ‏         | + 8 د 20 ث     |
| 7              | Marie Le Net ‏        | فرنسا                               | FDJ–Suez ‏                 | + 9 د 51 ث     |
| 8              | Eleonora Gasparrini ‏ | إيطاليا                             | فالكار سيلانس ‏            | + 13 د 28 ث    |
| 9              | Emma Norsgaard       | الدنمارك                            | موفيستار للسيدات ‏         | + 13 د 34 ث    |
| 10             | سويسرا               | فريق كوجياس ميتلر لوك برو للدراجات ‏ | + 16 د 15 ث               |                |